# Loucif Hamani
Loucif Hamani (arabisch لوصيف حماني, DMG Lūṣīf Ḥamānī; * 15. Mai 1950 in Aït Yahia, Kabylei; † 9. November 2021 in Vitry-sur-Seine, Frankreich) war ein algerischer Boxer.

## Werdegang
Loucif Hamani wurde in Igoufaf in der Gemeinde Aït Yahia geboren und wanderte bereits früh mit seiner Familie nach Frankreich aus. Sein Vater arbeitete in der Nähe von Paris in einer Fabrik. Im Alter von acht Jahren begann er in Choisy-le-Roi mit dem Boxsport.
Bei den Olympischen Sommerspielen 1972 in München belegte er im Halbmittelgewichtsturnier den fünften Platz, nachdem er im Viertelfinale gegen den späteren Bronzemedaillengewinner Alan Minter aus Großbritannien verloren hatte. Ein Jahr später gewann er in derselben Gewichtsklasse bei den Afrikaspielen in Lagos Gold. Anschließend wurde er Profiboxer und konnte 24 seiFner 27 Profikämpfe gewinnen. 1976 sicherte er sich den ABU-Titel im Superweltergewicht. 1980 verlor er seinen Kampf um den Weltmeistertitel gegen Marvin Hagler.